# HMCS Morden (K170)
«Морден» (англ. HMCS Morden (K170) — військовий корабель, корвет типу «Флавер» Королівського військово-морського флоту Канади за часів Другої світової війни.
Корвет «Морден» був закладений 25 жовтня 1940 року на верфі компанії Port Arthur Shipbuilding Co. у Порт-Артурі. 5 травня 1941 року він був спущений на воду, а 9 травня 1941 року увійшов до складу Королівських ВМС Канади. 20 червня 1945 року виведений до резерву. 1950 року розібраний на брухт.

## Історія служби
Після прибуття в Галіфакс для подальшого проходження служби «Морден» був приписаний до складу Ньюфаундлендського командування і брав участь у супроводженні одного конвою в листопаді 1941 року, перш ніж відправитися на модернізацію. У березні 1942 року, після тренувань, він повернувся до океанського ескорту. У цій ролі корвет виконував завдання безперервно до осені 1943 року. Починаючи з травня 1942 року, «Морден» діяв у складі ескортної групи Середньоокеанських ескортних сил C-2. 1 вересня 1942 року «Морден» затопив U-756 у Північній Атлантиці приблизно за 440 морських миль на захід-південний захід від мису Фаревелл. 12 травня 1943 року він підібрав 40 вцілілих з норвезького торгового судна «Бранд», яке було торпедовано U-603 та затонуло в Північній Атлантиці.
У липні 1943 року «Морден» перейшов до ескортної групи EG 9 Королівського флоту. Під час патрулювання з EG 9 на південь від островів Сіллі групі було наказано підсилити конвої ONS 18/ON 202, які зазнали сильного впливу через атаку «вовчої зграї» підводних човнів Крігсмаріне. Під час цього бою конвой втратив шість вантажних суден і три кораблі супроводу. 23 вересня 1943 року французький корвет «Ренонкуле» і «Морден» підібрали вцілілих з американського торговельного корабля Steel Voyager, який був торпедований і затоплений U-952 у Північній Атлантиці. У жовтні 1943 року корвет повернувся до групи супроводу C-2, з якою залишалася до листопада 1944 року.
Після повернення з останнього ремонту та активності поблизу Бермудських островів «Морден» перейшов до ескортної групи Західних місцевих ескортних сил W-9. Як місцевий ескорт, він брав участь у конвої HX 358, останньому конвої серії HX у війни. У складі цієї групи він залишався до кінця війни.
29 червня 1945 року «Морден» було виведено зі складу флоту в Сорелі, Квебек. У листопаді 1950 року його продали на металобрухт і розібрали в Гамільтоні, Онтаріо.